# آمت بیلشتاین
آمت بیلشتاین (به آلمانی: Amt Bilstein) یک منطقهٔ مسکونی در آلمان است که در نوردراین-وستفالن واقع شده‌است.